# Baltschiederviadukt
Das Baltschiederviadukt ist eine zweigleisige Eisenbahnbrücke an der Südrampe der Lötschberg-Bergstrecke im Schweizer Kanton Wallis. Beim zweigleisigen Ausbau der Strecke 1987/88 wurde das stählerne Fachwerkteil in der Mitte der Brücke durch eine Balkenkonstruktion aus Spannbeton ersetzt.

## Beschreibung
Das Viadukt wurde 1911 beim Bau der Lötschbergbahn errichtet. Die beiden Rampen der Brücke bestehen aus steinernen Bogenbrücken, wobei sich an der Ostseite zwei und an der Westseite drei Bogen befinden. In der Mitte war ursprünglich eine Fischbauch-Fachwerk-Konstruktion, um die 54 Meter tiefe Schlucht des Baltschiederbachs zu überbrücken.  Im Zuge des Ausbaus auf Doppelspur ab 1986 musste das Viadukt verbreitert werden. Beim Fischbauchträger entschied man sich aus statischen Gründen für einen Ersatz durch eine Balkenbrücke aus Spannbeton mit Untergurt. Für das zweite Gleis wurde im Mittelstück ebenfalls eine Balkenbrücke nach demselben Konstruktionsprinzip eingebaut. Pfeiler, die für das Tragwerk beider Gleise benötigt werden, wurden verstärkt und vergrössert. Im Bereich der steinernen Bogenbrücken wurden talseitig anstelle von Bogen ebenfalls Spannbetonbalken unterschiedlicher Längen eingebaut.

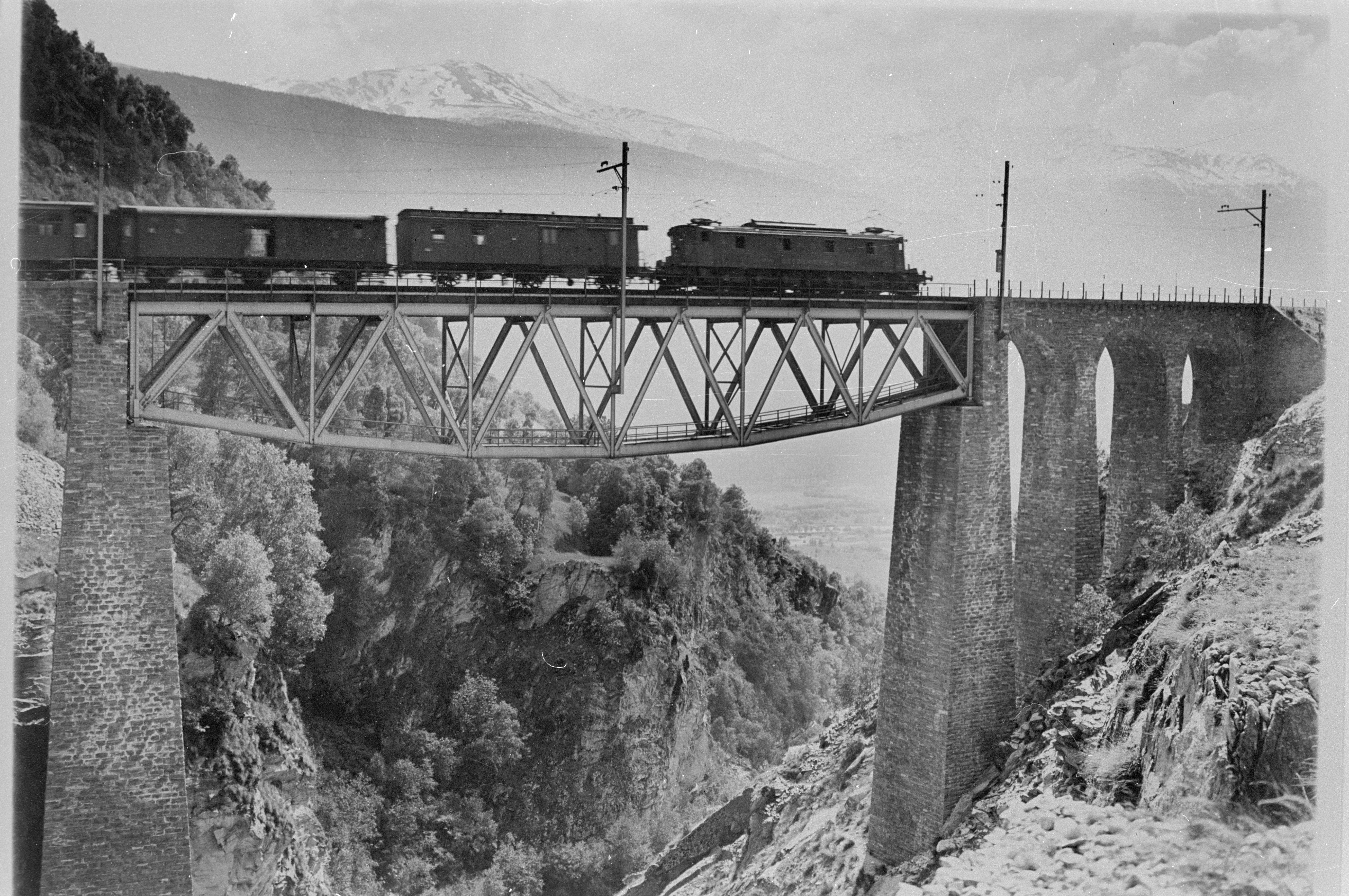
Alter eingleisiger Viadukt

Die Eisenbahntrasse verläuft im Bereich des Baltschiederviadukts in einer leichten Krümmung mit einem Radius von 360 Metern. Talseitig schliesst sich an die Brücke der 792 Meter lange, im Grundriss s-förmige Eggerbergtunnel sowie der Bahnhof von Eggerberg an.